# 青年漫画
青年漫画，是以18岁以上人士为受众群体的漫画（但與同樣年齡層受眾的成人漫畫差別在於情色描寫），并不仅仅面向青年。青年漫画的作品角色也不仅限于青年，也有少年和中年。与少年漫画相比，青年漫画中热血、校园等題材的成分相对較少。主要題材有科幻、人文、历史、职场等方面。與青年漫畫相似的是女性漫畫，以類似年齡層但以女性讀者為主。
以下列出各題材中的部分代表作：
科幻題材：士郎正宗《攻壳机动队》、松本零士《宇宙战舰大和号》
人文題材：谷口治郎《遥远的小镇》、松本大洋系列
历史題材：宮下英樹《战国》
职场題材：本宫宏志《上班族金太郎》、弘兼憲史《島耕作》系列